# Sima Liang
Sima Liang (* nach 232; † Mai 291) war ein chinesischer Prinz der westlichen Jin-Dynastie. Er war der erste der acht Prinzen, die im Krieg der Acht Prinzen gegeneinander um die Macht im antiken China kämpften.

## Leben
Sima Liang war ein jüngerer Sohn des Strategen und Politikers Sima Yi und Onkel des ersten Kaisers von Jin, Jin Wudi. Sima Liang war Prinz von Runan und hatte seinen Fürstensitz in der Stadt Xuchang. Wohl Ende April 291 wurde er zum Premierminister (taizai) von China ernannt. Sima Liang hatte dieses Amt jedoch nur für wenige Wochen inne; bereits Ende Mai desselben Jahres fiel er einem Putschversuch seines Verwandten Sima Wei zum Opfer. In den Quellen wird Sima Liang zu den acht Prinzen gezählt, obwohl die eigentlichen militärischen Auseinandersetzungen dieses so bezeichneten Konflikts erst im Jahr 300 begannen.